# Telemania
Telemania è stato un gioco televisivo a premi, trasmesso da Rete 4 il mercoledì alle ore 20.40 a partire dall'11 dicembre 1996 e spostato poi al martedì a partire dalla puntata del 7 gennaio 1997. Delle 12 puntate inizialmente previste, ne vennero in realtà realizzate 11, anche a causa degli ascolti poco soddisfacenti avuti dal gioco.
Il programma, che si propone di raccontare la storia della televisione attraverso le immagini e i filmati provenienti dagli archivi dei sei principali canali televisivi italiani, segna il ritorno di Mike Bongiorno, ormai passato in pianta stabile su Rete 4 con gli altri suoi programmi La ruota della fortuna, Viva Napoli e Bravo bravissimo, alla conduzione di un quiz di prima serata a quattro anni dalla chiusura di Tutti x uno in onda su Canale 5.
Collaboratrice del programma è una giovane Federica Panicucci, che realizza dei collegamenti via satellite dall'estero per raccontare i retroscena di famose trasmissioni televisive straniere.

## Regolamento
Nel corso delle sue 11 puntate, il gioco ha più volte cambiato regolamento e meccanismo. Di base, partecipano al gioco tre concorrenti i quali, a differenza dei quiz del passato di Mike, sono particolarmente ferrati sulla "Storia" della TV italiana e ne vedono in grande quantità. Scopo del gioco è quello di arrivare ad avere la somma più alta per diventare campione e tornare in gara la settimana successiva.
Dalla puntata di mercoledì 11 dicembre 1996 a quella di martedì 7 gennaio 1997, il gioco si svolge in questo modo:
- la prima prova cui sono sottoposti i concorrenti è quella dell'IDENTIKIT: Mike legge, uno per volta, 5 indizi che riguardano la carriera di un noto personaggio televisivo: dopo ogni indizio i concorrenti hanno 5 secondi di tempo per prenotarsi: chi individua il personaggio vince 1.000.000 di lire, mentre in caso di errore non si perde nulla. Di questo gioco iniziale vengono svolte 3 manche.
- Dopo la prova iniziale, si passa alla sfida al tabellone, composto da 36 caselle, 6 per ciascuno dei principali e più visti canali televisivi italiani dell'epoca (in gioco vi sono Rai 1, Rai 2, Rai 3, Rete 4, Canale 5 e Italia 1), inizia il gioco il concorrente in svantaggio che sceglie, a suo piacimento, un canale.
 Possono succedere 3 cose:

- può comparire un filmato o una fotografia abbinato ad una domanda (le domande si basano sulle trasmissioni, gli eventi e i film mandati in onda da ciascun canale nel corso della settimana precedente lo svolgersi della puntata): in palio per ciascuna domanda un premio di 1.000.000 di lire, vinto in caso di risposta esatta o perso in caso di risposta errata;

- può comparire lo ZAPPING (ve ne sono tre in tutto il tabellone): la casella "zapping" non fa perdere o vincere niente, ma costringe il concorrente che ha scelto un canale a cambiare preferenza e sceglierne un altro;

- può comparire una particolare domanda denominata TV GRAFFITI (ne sono presenti 6 nel tabellone, una per ogni canale) che si basa su un programma televisivo d'annata di quel canale: questa particolare domanda mette in palio 3.000.000 di lire.

Una volta scoperte tutte le 36 caselle, il concorrente che ha conquistato la somma più alta è proclamato campione mentre gli altri 2 concorrenti vincono comunque un premio di partecipazione pari a 2.000.000 di lire in gettoni d'oro (portato poi a 3 milioni).
- Il campione della puntata va in cabina per tentare il RADDOPPIO, che consiste nel rispondere correttamente a 7 domande sulla carriera televisiva di un famosissimo personaggio in 2 minuti di tempo: se il campione non commette alcun errore, raddoppia la sua vincita iniziale, se invece commette 1 errore vince la somma di partenza non raddoppiata, mentre se commette 2 errori si deve accontentare di un premio di consolazione pari a 3.000.000 di lire (portato poi a 5 milioni).

Con questo meccanismo, il programma va in onda fino a martedì 7 gennaio 1997, ma nel corso delle puntate il meccanismo è stato più volte modificato:
- dalla seconda puntata (in onda il 18 dicembre 1996) vengono inserite nel tabellone 3 caselle JOLLY, che consentono di vincere 1.000.000 di lire senza rispondere ad alcuna domanda;
- sempre dalla seconda puntata vengono inserite delle domande, chiamate domande EXTRA, che sono abbinate alla carriera di uno degli ospiti che intervengono in trasmissione. Ciascuna domanda extra ha un valore di 2.000.000 di lire;
- a partire dalla quarta puntata (in onda il 1º gennaio 1997) le 3 caselle ZAPPING vengono eliminate; contestualmente, viene aumentato il valore delle domande al tabellone, che aumenta a 2.000.000 di lire ciascuna.

A partire dalla sesta puntata, in onda martedì 14 gennaio 1997, il meccanismo di gioco viene totalmente rivoluzionato: si decide di varare una struttura che ricalcasse le regole generali del vecchio Rischiatutto: se fino a quel momento ai concorrenti viene chiesta una conoscenza generica sui personaggi e le trasmissioni televisive, adesso viene chiesto loro di studiare la carriera del loro personaggio televisivo preferito:
- vengono anzitutto inserite le DOMANDE PRELIMINARI, 5 domande inerenti alla carriera del personaggio televisivo scelto da ciascun concorrente, cui rispondere in 5 secondi di tempo. Ogni risposta esatta consente di vincere 1.000.000 di lire;
- le 6 caselle a disposizione per ciascun canale acquisiscono un valore a crescere: la prima casella vale 1.000.000 di lire, la seconda 2.000.000 di lire e così via fino alla sesta che vale 6.000.000 di lire. Il gioco continua a svolgersi esattamente come accadeva prima, con la variante che il concorrente di turno deve scegliere, oltre al canale preferito, anche il valore della domanda cui intende dare risposta.

Del precedente regolamento restano in gioco nel tabellone le 3 caselle JOLLY che consentono di vincere la somma in palio per quella casella senza dare risposta, ma al tempo stesso vengono inserite 3 caselle PERDE, che fanno perdere la somma in palio ma non comunque il diritto a scegliere la domanda successiva. Restano in gioco anche le 2 domande EXTRA da 2.000.000 di lire, che riguardano gli ospiti in studio.
- Scoperte tutte le caselle del tabellone, tutti e 3 i concorrenti hanno la possibilità di tentare il RADDOPPIO, rispondendo in 2 minuti di tempo a 7 domande sulla carriera del loro personaggio preferito: diventa campione colui che, al termine delle domande in cabina, ha la somma più alta.

## Cronistoria

### Prima puntata 11 dicembre 1996
Concorrenti in gara: Luca Copelli - Simona Ricci - Massimo Rabagliati

Ospite della puntata: Laura Pausini

Collegamento via satellite curato da Federica Panicucci da Los Angeles con il set della trasmissione Wheel of Fortune.

Situazione concorrenti al termine della fase al tabellone

COPELLI 2.000.000 - RICCI 3.000.000 - RABAGLIATI 15.000.000 (proclamato campione)

Raddoppio dedicato a Raffaella Carrà: il concorrente Rabagliati commette 1 solo errore, vincendo di conseguenza 15.000.000 di lire. La prima puntata di "Telemania" ebbe un ascolto pari a 2.813.000 spettatori con uno share dell'11,03%.

### Seconda puntata 18 dicembre 1996
Concorrenti in gara: Edmondo Conti - Massimo Rabagliati - Laura Bausano

Ospiti della puntata: Emilio Fede, Iva Zanicchi, Fabio Concato

Collegamento via satellite curato da Guido Bagatta da Montecarlo

Situazione concorrenti al termine della fase al tabellone

CONTI 15.000.000 - RABAGLIATI 20.000.000 (proclamato campione) - BAUSANO 11.000.000

Raddoppio dedicato a Maurizio Costanzo risolto correttamente dal concorrente Rabagliati che vince 40.000.000 di lire.

La seconda puntata di "Telemania" ebbe un ascolto pari a 1.900.000 spettatori con uno share del 9%

### Terza puntata 25 dicembre 1996
Concorrenti in gara: Emanuela Cifarelli - Massimo Rabagliati - Enzo Testa

Ospiti della puntata: Sandra Mondaini e Raimondo Vianello, Rita Pavone, Massimo Boldi

Collegamento via satellite curato da Federica Panicucci da New York dedicato alle celebrazioni per il Natale

Situazione concorrenti al termine della fase al tabellone

CIFARELLI 5.000.000 - RABAGLIATI 12.000.000 - TESTA 12.000.000

Il concorrente Rabagliati è nuovamente proclamato campione a seguito di una domanda di spareggio con il concorrente Testa.

Raddoppio dedicato a Sandra Mondaini e Raimondo Vianello, sbagliato dal concorrente Rabagliati che vince il premio di consolazione pari a 5.000.000 di lire

La terza puntata di "Telemania" ebbe un ascolto pari a 1.311.000 spettatori con uno share del 6,81%

### Quarta puntata 1º gennaio 1997
Concorrenti in gara: Gianluca Roncato - Massimo Rabagliati - Eliana Agazzi

Ospiti della puntata: Nino Frassica, Los Locos, Gemelle Kessler

Collegamento via satellite curato da Federica Panicucci da Las Vegas dedicato alle celebrazioni del Capodanno

Situazione concorrenti al termine della fase al tabellone

RONCATO 35.000.000 (proclamato campione) - RABAGLIATI 18.000.000 - AGAZZI 21.000.000

Il concorrente Massimo Rabagliati cede il titolo con un montepremi personale di 63.000.000 di lire: raddoppio dedicato a Nino Frassica ma sbagliato dal concorrente Roncato che vince il premio di consolazione pari a 5.000.000 di lire.
 
La quarta puntata di "Telemania" ebbe un ascolto pari a 2.058.000 spettatori con uno share del 9,16%

### Quinta puntata 7 gennaio 1997
Concorrenti in gara: Riccardo Gazzotti - Gianluca Roncato - Laura Lavezzari

Ospiti della puntata: Simona Ventura, Mal, Zuzzurro e Gaspare

Collegamento via satellite curato da Federica Panicucci da Hollywood con gli Universal Studios

Situazione concorrenti al termine della fase al tabellone

GAZZOTTI 15.000.000 - RONCATO 26.000.000 (proclamato campione) - LAVEZZARI 14.000.000

Raddoppio dedicato a Corrado e risolto correttamente dal concorrente Roncato che vince 52.000.000 di lire 

La quinta puntata di "Telemania" ebbe un ascolto pari a 1.905.000 spettatori con uno share del 7,04%

### Sesta puntata 14 gennaio 1997
Concorrenti in gara (tra parentesi il personaggio scelto come materia preliminare):

Elisabetta Cianci (Piero Chiambretti) - Gianluca Roncato (Mike Bongiorno) - Fabio Antognoni (Paolo Bonolis)

Ospiti della puntata: Don Lurio, Maurizio Vandelli e Valeria Marini.

Collegamento via telefono con Nunzio Filogamo.

Situazione concorrenti al termine della fase al tabellone

CIANCI 38.000.000 - RONCATO 27.000.000 - ANTOGNONI 33.000.000

Il nuovo raddoppio a 3 stravolge completamente la situazione: Roncato risponde correttamente alle 7 domande su Mike Bongiorno, mentre i concorrenti Antognoni e Cianci falliscono il loro raddoppio. Roncato è proclamato campione e vince 54.000.000 di lire
La sesta puntata di "Telemania" ebbe un ascolto pari a 1.614.000 spettatori con uno share del 6,01%

### Settima puntata 21 gennaio 1997
Concorrenti in gara (tra parentesi il personaggio scelto come materia preliminare):

Elisabetta Biondi (Fabrizio Frizzi) - Gianluca Roncato (Mike Bongiorno) - Riccardo Ceroti (Lorella Cuccarini)

Ospiti della puntata: Sabina Ciuffini, Amii Stewart, Heather Parisi

Situazione concorrenti al termine della fase al tabellone

BIONDI 17.000.000 - RONCATO 44.000.000 - CEROTI 26.000.000

I tre concorrenti in gara falliscono tutti il loro raddoppio: tra loro, la concorrente Biondi ha fallito il raddoppio rispondendo "Rete Etna" anziché "Teletna" all'ultima domanda su Fabrizio Frizzi. Di conseguenza nessuno dei tre è proclamato campione e vengono eliminati con il premio di consolazione pari a 3.000.000 di lire; il concorrente Roncato accumula così un montepremi personale pari a 114.000.000 di lire.
La settima puntata di "Telemania" ebbe un ascolto pari a 1.581.000 spettatori con uno share del 5,95%

### Ottava puntata 28 gennaio 1997
Concorrenti in gara (tra parentesi il personaggio scelto come materia preliminare):

Andrea Traina (Renzo Arbore) - Giuliana Vetuschi (Gerry Scotti) - Sante Cossentino (Marco Columbro)

Ospiti della puntata: Antonio Lubrano, I Camaleonti, Massimo Lopez

Situazione concorrenti al termine della fase al tabellone

TRAINA 37.000.000 - VETUSCHI 37.000.000 - COSSENTINO 19.000.000

Il raddoppio non da sorprese: il concorrente Cossentino fallisce il suo raddoppio e viene eliminato, i concorrenti Traina e Vetuschi invece realizzano il raddoppio e vengono entrambi proclamati campioni. Per regolamento, il premio raddoppiato pari a 74.000.000 di lire viene diviso tra i 2 concorrenti, che vincono dunque 37.000.000 di lire a testa.
L'ottava puntata di "Telemania" ebbe un ascolto pari a 1.611.000 spettatori con uno share del 6,16%

### Nona puntata 4 febbraio 1997
Concorrenti in gara (tra parentesi il personaggio scelto come materia preliminare):

Valerio Tango (Mara Venier) - Giuliana Vetuschi (Gerry Scotti) - Andrea Traina (Renzo Arbore)

Ospiti della puntata: Natalia Estrada, Marco Columbro, Audio 2

Situazione concorrenti al termine della fase al tabellone

TANGO 38.000.000 - VETUSCHI 32.000.000 - TRAINA 43.000.000

Il concorrente Tango era in testa con 44 milioni, obbligato però a scegliere l'ultima domanda al tabellone trova una casella PERDE da 6 milioni e consente così al concorrente Traina di passare in testa. Entrambi realizzano il loro raddoppio, mentre la concorrente Vetuschi lo fallisce, errando il paese di provenienza del format Non dimenticate lo spazzolino da denti. Il concorrente Traina è dunque il campione in carica e vince 86.000.000 di lire, mentre la concorrente Vetuschi lascia il gioco con un complessivo di 40.000.000 di lire.
La nona puntata di "Telemania" ebbe un ascolto pari a 1.888.000 spettatori con uno share del 7,19%

### Decima puntata 11 febbraio 1997
Concorrenti in gara (tra parentesi il personaggio scelto come materia preliminare):

Marina Del Bigio (Ezio Greggio) - Andrea Traina (Renzo Arbore) - Roberto Schioppa (Giancarlo Magalli)

Ospiti della puntata: Giancarlo Magalli, Gabriella Carlucci,  Ragazzi Italiani

Situazione concorrenti al termine della fase al tabellone

DEL BIGIO 35.000.000 - TRAINA 26.000.000 - SCHIOPPA 10.000.000

La gara è stata tra le più singolari, con il concorrente Schioppa che ha trovato tutte e 3 le caselle PERDE dal valore di 4 5 e 6 milioni. Inoltre, tutti e 3 i concorrenti falliscono in cabina il proprio raddoppio e quindi nessuno è proclamato campione: tutti e 3 vengono eliminati con un premio di consolazione pari a 3.000.000 di lire: il concorrente Traina perde il titolo vincendo comunque un complessivo di 126.000.000 di lire.
La decima puntata di "Telemania" ebbe un ascolto pari a 1.699.000 spettatori con uno share del 7,25%

### Undicesima puntata 25 febbraio 1997
Concorrenti in gara (tra parentesi il personaggio scelto come materia preliminare):

Filippo Fogliani (Pippo Baudo) - Fabio Fuganti (Serena Dandini) - Alberto Callegaro (Gianfranco Funari)

Ospiti della puntata: Niccolò Fabi, Toto Cutugno, Mario Zucca, Lionel Richie

Situazione concorrenti al termine della fase al tabellone

FOGLIANI 35.000.000 - FUGANTI 23.000.000 - CALLEGARO 2.000.000

Anche questa ultima puntata non proclama un campione in carica: il concorrente Callegaro (che ha perso oltre 15 milioni con le caselle PERDE) fallisce il raddoppio rispondendo "L'originale" alla domanda sul nome della parte finale della trasmissione Funari news (la risposta corretta era "Punto di svolta"); Fuganti addirittura fallisce il suo raddoppio alla prima domanda rispondendo "Giacco" anziché "Giaccio" al nome del curatore del programma "La Tv delle ragazze"; Fogliani fallisce il suo raddoppio ripetendo la sesta domanda sbagliando il nome del regista del programma C'era due volte di Pippo Baudo (dicendo Gino Landi anziché Patrizia Belli).

L'ultima puntata di "Telemania" ebbe un ascolto pari a 1.741.000 spettatori con uno share del 6,52%